# Antonín Pelcner
Antonín Pelcner (22. dubna 1901 – ) byl český meziválečný fotbalový brankář.

## Fotbalová kariéra
V československé lize hrál v letech 1925-1930 za SK Libeň a SK Čechie Karlín. Nastoupil ve 30 ligových utkáních.

## Ligová bilance
| Ročník                        | Zápasy | Góly | Klub             |
| ----------------------------- | ------ | ---- | ---------------- |
| Asociační liga 1925           | 6      | 0    | SK Libeň         |
| Středočeská 1. liga 1925/1926 | 18     | 0    | SK Libeň         |
| Středočeská 1. liga 1928/1929 | 1      | 0    | SK Libeň         |
| Středočeská 1. liga 1928/1929 | 2      | 0    | SK Čechie Karlín |
| 1. asociační liga 1929/1930   | 3      | 0    | SK Čechie Karlín |
| CELKEM                        | 30     | 0    |                  |